# Jakob Kienzle

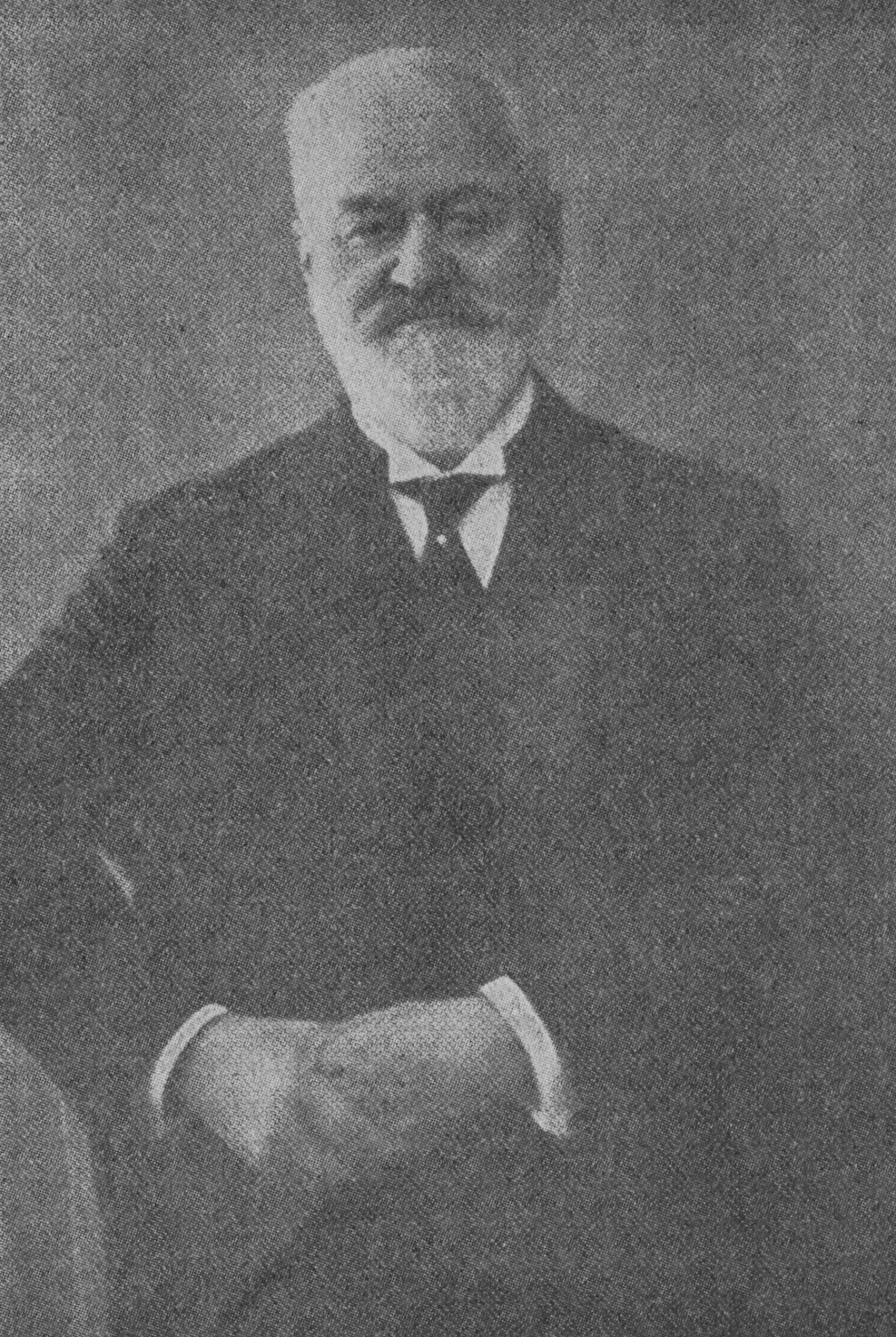
Jakob Kienzle, um 1929

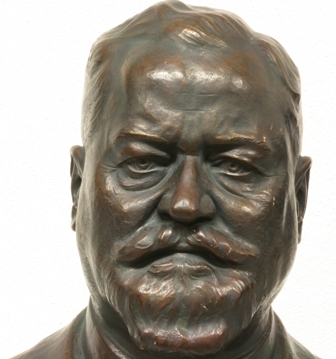
Jakob Kienzle

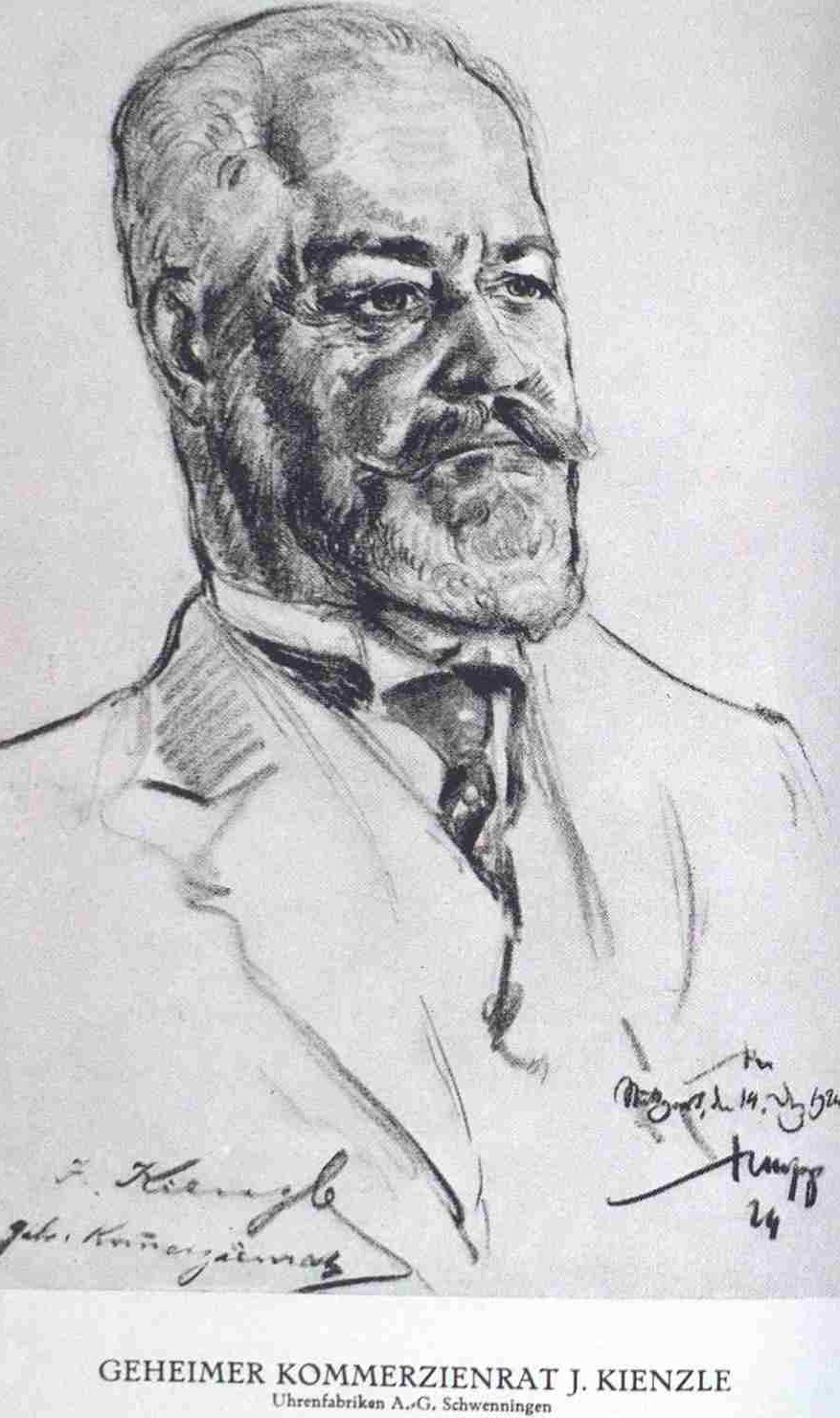
Emil Stumpp Jakob Kienzle (1926)

Jakob Kienzle (* 12. April 1859 in Schwenningen; † 25. Februar 1935 in Zürich) war ein deutscher Unternehmer und Uhrenfabrikant. 

## Leben und Wirken
Am 12. April 1859 wurde Jakob Kienzle als Sohn des Getreidehändlers Jakob Kienzle (1820–1859) und Barbara Strohm (1826–1907) in Schwenningen geboren. Als der Vater drei Monate nach Jakobs Geburt verstarb, übernahm Friedrich Mauthe, der Ehemann von Maria Kienzle, der Schwester von Jakobs Vater, die Vormundschaft.
Als 14-Jähriger arbeitete Jakob Kienzle in der Uhrenfabrik seines Pflegeonkels Friedrich Mauthe, hier lernte er die Grundlagen der Uhrenproduktion kennen. Doch Ende 1873 schickte ihn sein Vormund nach Triberg. Jakob Kienzle absolvierte eine kaufmännische Lehre in einer Kolonialwarenhandlung. Der durchaus komplexe Handel mit Importware aus Übersee, namentlich Kaffee, Kakao, Zucker, Gewürze und Tee begeisterte den Lehrling Kienzle.
1883 heiratete Jakob Kienzle in Schwenningen Agathe (1863–1931), die Schwester von Carl Johannes Schlenker, und wurde Teilhaber an deren Uhrenbaufirma, die nun „Schlenker & Kienzle“ hieß. Die Beschäftigtenzahl stieg in diesem Jahr auf über 60 Mitarbeiter.
Das Unternehmen war so erfolgreich, dass neue Produktionsstätten für die Uhrenherstellung angekauft werden mussten. Die fabrikmäßige Uhren-Serienfertigung wurde aufgenommen, eine Dampfmaschine mit 10 PS leistete den Antrieb der Maschinen. Durch die Erhöhung der Einfuhrzölle für Uhren in Österreich-Ungarn verstärkte sich die Konkurrenz der österreichischen Uhrenindustrie im Zeitraum 1887/1888. Daraus folgte die Gründung eines Zweigbetriebes in Komotau in Böhmen. In den beiden Betrieben der Firma Schlenker & Kienzle waren damals etwa 120 Personen beschäftigt. Wiederum zehn Jahre später verdreifachte sich das Personal durch weitere Expansion. 1897 wurde Jakob Kienzle alleiniger Eigentümer des Unternehmens, das jedoch erst 1919 in Kienzle Uhrenfabriken umbenannt wurde.
Kienzle machte das Unternehmen zu einem der wichtigsten Uhrenhersteller der damaligen Zeit. Er gründete weitere Filialen in Mailand und Paris und beschäftigte um die Jahrhundertwende 600 Mitarbeiter. Im Ersten Weltkrieg brach das Geschäft mit Uhren ein und Kienzle musste seine Fabrik auf die Produktion von Zündern umstellen.
1919 zog sich Jakob Kienzle aus der aktiven Geschäftsführung zurück und übergab sie seinen Söhnen Herbert Otto Kienzle (1887–1954, dem späteren Gründer der Firma Kienzle Apparate GmbH, Villingen), Christian Kienzle (?–1926) und Helmut Wilhelm Kienzle (1900–1962).
Für seine Verdienste um die deutsche Rüstungsindustrie im Ersten Weltkrieg wurde Jakob Kienzle 1917 der Titel eines Geheimen Kommerzienrats verliehen. 1927 verlieh die Stadt Schwenningen Jakob Kienzle die Ehrenbürgerwürde und die Technische Hochschule Stuttgart die Ehrendoktorwürde. 1935 starb Jakob Kienzle im Alter von 76 Jahren.